# Whiplash Smile
A Whiplash Smile a brit rockénekes, Billy Idol harmadik nagylemeze, amely 1986. június 20-án jelent meg. Három kislemezt adott ki róla: a Sweet Sixteen, a Don't Need A Gun, és a To Be a Lover jelentek meg. Utóbbi volt a három közül a legnagyobb siker, az USA-ban a hatodik helyig jutott, a nagylemez ugyanitt platinalemez lett, míg az Egyesült Királyságban aranylemez. Bár ezúttal nincs címadó dal, a "Don't Need A Gun" dalszövegében elhangzik az albumcím.

## Az album dalai
| 1.    | Worlds Forgotten Boy  | Billy Idol, Steve Stevens     | 5:40 |
| 2.    | To Be a Lover         | William Bell, Booker T. Jones | 3:51 |
| 3.    | Soul Standing By      | Idol                          | 4:35 |
| 4.    | Sweet Sixteen         | Idol                          | 4:14 |
| 5.    | Man for All Seasons   | Idol, Stevens                 | 4:38 |
| 6.    | Don't Need A Gun      | Idol                          | 6:15 |
| 7.    | Beyond Belief         | Idol                          | 4:00 |
| 8.    | Fatal Charm           | Idol, Stevens, Keith Forsey   | 3:51 |
| 9.    | All Summer Single     | Idol                          | 4:33 |
| 10.   | One Night, One Chance | Idol, Stevens                 | 3:52 |
| 45:29 |                       |                               |      |

## Közreműködtek
- Billy Idol – ének, gitár, basszusgitár
- Steve Stevens – gitár, szintetizátor, basszusgitár
- Marcus Miller, John Regan – basszusgitár
- Thommy Price – dobok
- Philip Ashley, Harold Faltermeyer, David Frank, Richard Tee - billentyűk
- Jocelyn Brown, Connie Harvey, Janet Wright - vokál

## Helyezések
| Lista              | Helyezés |
| ------------------ | -------- |
| Kanada             | 6        |
| Ausztria           | 18       |
| Új-Zéland          | 5        |
| Svájc              | 4        |
| Egyesült Királyság | 8        |
| Egyesült Államok   | 6        |